# Xã Millbrook, Quận Graham, Kansas
Xã Millbrook (tiếng Anh: Millbrook Township) là một xã thuộc quận Graham, tiểu bang Kansas, Hoa Kỳ. Năm 2010, dân số của xã này là 108 người.